# Jednostka regionalna Ateny-Sektor Południowy
Jednostka regionalna Ateny-Sektor Południowy (gr. Περιφερειακή ενότητα Νοτίου Τομέα Αθηνών) – jednostka administracyjna Grecji w regionie Attyka. Powołana do życia 1 stycznia 2011, liczy 526 tys. mieszkańców (2021)
W skład jednostki wchodzą gminy:
- Ajos Dimitrios (4),
- Alimos (7),
- Eliniko-Arjirupoli (14),
- Glifada (12),
- Kalitea (20),
- Moschato-Tawros (24),
- Nea Smirni (26),
- Paleo Faliro (27).